# Jeune Femme
Jeune Femme (titulada en México y Rep. Dominicana La mujer joven; y en España y resto de Hispanoamérica como Bienvenida a Montparnasse), es una película de drama francesa dirigida por Léonor Serraille. Fue seleccionada para competir por  Un Certain Regard en el Festival de Cannes y ganó el premio Cámara de Oro.

## Sinopsis
Paula vuelve a París, pero no tiene dinero y se encuentra todas las puertas cerradas. En lugar de ponerse nostálgica, se sumerge en la vida parisina.

## Elenco
- Laetitia Dosch como Paula.
- Souleymane Seye Ndiaye
- Grégoire Monsaingeon

## Premios
- 2017: Festival de Cannes: Cámara de Oro - mejor ópera prima (Un Certain Regard) - Nominada
- 2017: Festival de Valladolid - Seminci: Mejor actriz (ex aequo)
- 2017: Premios Lumiere: Revelación femenina (Laetitia Dosch) - Ganadora